# Oca grigia padovana
L'oca grigia padovana, conosciuta anche come "oca grigia di Padova", è una razza di oca italiana
La razza ha un'origine antica, della provincia di Padova.
È caratterizzata dal colore grigio del piumaggio, che ricorda l'oca selvatica. Il peso del maschio può arrivare agli 8 kg, quello della femmina ai 7 kg. Viene ritenuta simile alla razza francese dell'oca di Tolosa di tipo agricolo. La razza è sorvegliata dal centro di conservazione di Veneto Agricoltura “Sasse-Rami” di Rovigo.